# 天台座主
天台座主（てんだいざす）は、日本の仏教天台宗の総本山である比叡山延暦寺の貫主（住職）で、天台宗の諸末寺を総監する役職。「山の座主」とも呼ばれた。ただし、比叡山に居住することは少なく、重要な修法、儀式の時のみ入山する座主が多かった。

## 沿革
天長元年（824年）に義真が初めて天台座主を称した。2世円澄までは延暦寺内の私称であったが、3世の円仁からは太政官が官符をもって任命する公的な役職となり、明治4年（1871年）まで続いた。1人で複数回任命されることも多く、慈円や尊円法親王などは4度、天台座主に就いている。
中世になると、摂家門跡、宮門跡の制度が整えられ、とりわけ妙法院・青蓮院・三千院（天台三門跡）から法親王が天台座主として就任することが多くなった。また、室町時代には足利将軍家からも出ている。天台座主となった後に還俗し、将軍となった例として、尊雲法親王（還俗して護良親王）や、義円（還俗して足利義教）などがある。
元亀2年（1571年）、正親町天皇の皇弟である覚恕が織田信長による比叡山焼討ちにより甲斐国へと追われていたため、一部の比叡山僧が甲斐の戦国大名武田信玄より保護を受けた。
江戸時代になると、幕府によって東国の天台宗の大寺院として日光の日光山輪王寺と江戸上野の東叡山寛永寺（開山は天海）が建立されて、輪王寺は宮門跡とされた（輪王寺宮、日光門跡）。明暦2年（1656年）以降は、輪王寺宮は日光山と東叡山の門跡を兼務し、天台座主にも就任し、「三山管領宮」と呼ばれた。これは、輪王寺宮が天台座主にも就任した意であり、三職を兼務するという意味でない。例えば、江戸時代、尭延法親王は妙法院門跡から、尊融入道親王は青蓮院門跡から、昌仁法親王は梶井門跡から天台座主に就任した。また、公現入道親王は天台座主職にはなかった。
明治4年（1871年）をもって太政官による任命は廃止され、天台座主そのものも無くなったが、天台宗内外に復活を望む声は多く、明治17年（1885年）より再び私称として復活した。現在の天台座主は、第258世の大樹孝啓（おおき こうけい、2021年11月22日‐）。
歴代の座主の補任記録、修法、行事、事件の記録などは『天台座主記』に残されている。

## 補任
天台座主への道は、坂本の東南寺で毎年行われている戸津説法の説法師を務めることで開かれる。説法師は山家会と天台会において問者と講師を務め、長講会の五役（講師、問者、散華師、唄師、執事。ただし延暦寺一山以外の僧は二役）を務めた者の中から選ばれる。戸津説法の説法師を務めると望擬講となり、その中から選挙で擬講が選ばれる。擬講は已講の代理として法華大会中日に広学竪義の問者を一昼夜だけ務める。4年後の別請竪義で講師を務めると已講となり、法華大会において広学竪義の問者を務めることになる。次の法華大会で探題となり、座主が空位となった時に探題の経歴が長い者が座主となる。
宗祖最澄（伝教大師）以来の教えを受け継いだことを披露する「伝灯相承（そうじょう）式」を執り行う。

## 歴代天台座主
- 宗祖 最澄

1. 義真（初世、修禪大師）
2. 円澄（第2世。寂光大師）
3. 円仁（第3世。慈覚大師） - 山門派（現・天台宗）の棟梁。以下、注記がない限りは山門派の出身である。
4. 安慧（第4世）
5. 円珍（第5世。智證大師） - 寺門派（現・天台寺門宗）の棟梁。
6. 惟首（第6世） - 寺門派。
7. 猷憲（第7世） - 寺門派。
8. 康済（第8世） - 寺門派。
9. 長意（第9世）
10. 増命（第10世。静観僧正） - 寺門派。
11. 良勇（第11世） - 寺門派。
12. 玄鑑（第12世） - 寺門派。
13. 尊意（第13世） - 寺門派。
14. 義海（第14世）
15. 延昌（第15世。慈念僧正）
16. 鎮朝（第16世）
17. 喜慶（第17世）
18. 良源（第18世。慈恵僧正。元三大師）
19. 尋禅（第19世。慈忍和尚。右大臣藤原師輔子。実母雅子内親王）
20. 余慶（第20世。智弁僧正） - 寺門派。山門派の圧力によって3か月で辞任。
21. 陽生（第21世）
22. 暹賀（第22世）
23. 覚慶（第23世。平善理子）
24. 慶円（第24世。藤原尹文子）
25. 明救（第25世。有明親王王子）
26. 院源（第26世）
27. 慶命（第27世。藤原孝友子）
28. 教円（第28世。藤原孝忠子）
29. 明尊（第29世。小野奉時子） - 寺門派。山門派の圧力によって3日で辞任。
30. 源心（第30世）
31. 源泉（第31世） - 寺門派。山門派の圧力によって3日で辞任する。
32. 明快（第32世。藤原俊宗子）
33. 勝範（第33世）
34. 覚円（第34世。関白太政大臣藤原頼通子） - 寺門派。山門派の圧力によって3日で辞任。
35. 覚尋（第35世。左馬頭藤原忠経子）
36. 良真（第36世。源通輔子）
37. 仁覚（第37世。右大臣源師房子）
38. 慶朝（第38世。高階成章子）
39. 増誉（第39世。権大納言藤原経輔子） - 寺門派。山門派の圧力によって翌日辞任。
40. 仁源（第40世。摂政関白太政大臣藤原師実子）
41. 賢暹（第41世。源信頼子）
42. 仁豪（第42世。内大臣藤原能長子）
43. 寛慶（第43世。右大臣藤原俊家子）
44. 行尊（第44世。参議源基平子） - 寺門派。山門派の圧力によって6日で辞任。
45. 仁実（第45世。権大納言藤原公実子）
46. 忠尋（第46世。源忠季子）
47. 覚猷（第47世。鳥羽僧正。権大納言源隆国子。鳥獣戯画で知られる） - 寺門派。山門派の圧力によって3日で辞任。
48. 行玄（第48世。摂政関白太政大臣藤原師実子）
49. 最雲法親王（第49世。堀河天皇皇子）
50. 覚忠（第50世。摂政関白太政藤原忠通子。慈円の兄。1177年（治承元年）に遷化） - 寺門派。山門派の圧力によって3日で辞任。
51. 重愉（第51世。藤原重隆子）
52. 快修（第52、54世。権中納言藤原俊忠子）
53. 俊円（第53世。左大臣源俊房子）
54. 快修
55. 明雲（第55、57世。権大納言源顕通子。平清盛の戒師。1183年（寿永2年）、木曾義仲と戦って戦死）
56. 覚快法親王（第56世。鳥羽天皇第7皇子）
57. 明雲
58. 俊堯（第58世。源顕仲子。木曾義仲が擁立）
59. 全玄（第59世。少納言藤原実明子）
60. 公顕（第60世。白川伯王家顕康王子） - 寺門派。山門派の圧力によって4日で辞任。寺門派最後の天台座主。
61. 顕真（第61世。右衛門権佐藤原顕能子）
62. 慈円（1192年（建久3年）就任。第62、65、69、71世。摂政関白太政大臣藤原忠通子。『愚管抄』で知られる、黒衣の摂政九条兼実の弟）
63. 承仁法親王（第63世。後白河天皇皇子）
64. 弁雅（第64世。権大納言源顕雅子）
65. 慈円
66. 実全（第66世。右大臣徳大寺公能子）
67. 真性（第67世。以仁王王子）
68. 承円（第68、72世。良観、良顕とも。摂政関白太政大臣松殿基房子。道元の叔父。1217年（建保5年）に遷化）
69. 慈円
70. 公円（第70世、1213年（建保元年）就任。左大臣三条実房子）
71. 慈円
72. 承円（後鳥羽天皇 第7皇子の尊快入道親王（寛成親王）が承円から灌頂を受けている）
73. 円基（第73世。摂政関白近衛基通子。尊卑分脈によれば第74世）
74. 尊性法親王（第74、76世。後高倉院守貞親王第1皇子）
75. 良快（第75世。摂政関白太政大臣九条兼実子）
76. 尊性法親王
77. 慈源（1238年（暦仁元年）在任。第77、79世。摂政関白九条道家子）
78. 慈賢（1240年（仁治元年）就任。第78世。源有頼子）
79. 慈源（1241年（仁治2年）再任）
80. 道覚法親王（第80世。後鳥羽天皇皇子）
81. 尊覚法親王（第81世。順徳天皇皇子）
82. 尊助法親王（第82世。1259年（正元元年）就任。第85、91、95世。土御門天皇皇子）
83. 再仁法親王（第83世。最仁とも。土御門天皇皇子）
84. 澄覚法親王（第84、87世。雅成親王王子）
85. 尊助法親王
86. 慈禅（第86世。摂政関白太政大臣近衛家実子）
87. 澄覚法親王
88. 道玄（第88、102世。関白左大臣二条良実子）
89. 公豪（第89世。左大臣三条実房子）
90. 再源（第90世。最源とも。太政大臣九条良平子）
91. 尊助法親王
92. 再助法親王（第92世。最助とも。後嵯峨天皇皇子）
93. 慈実（第93世。摂政関白九条道家子）
94. 慈助法親王（第94、96世。後嵯峨天皇皇子）
95. 尊助法親王
96. 慈助法親王
97. 源恵（第97世。鎌倉幕府第4代将軍九条頼経子）
98. 慈基（第98世。摂政関白太政大臣鷹司兼平子）
99. 尊教（第99世。太政大臣西園寺公相子）
100. 良助法親王（第100世。亀山天皇第4皇子）
101. 道潤（第101世。関白二条良実子）
102. 道玄
103. 覚雲法親王（第103、107世。亀山天皇第7皇子）
104. 公什（第104世。一条実有子）
105. 慈道法親王（第105、111、115世。亀山天皇第11皇子）
106. 仁澄法親王（第106世。鎌倉幕府第7代将軍惟康親王王子）
107. 覚雲法親王
108. 慈勝（第108世。関白近衛家基子）
109. 親源（第109世。北畠雅家子）
110. 澄助（第110世。太政大臣一条実家子）
111. 慈道法親王
112. 性守（第112世。西園寺実兼子）
113. 承覚法親王（第113世。後宇多天皇第4皇子）
114. 承鎮法親王（第114世。忠房親王王子）
115. 慈道法親王
116. 尊雲法親王（第116、118世。後醍醐天皇皇子。還俗して大塔宮護良親王）
117. 桓守（第117世。太政大臣洞院公守子）
118. 尊雲法親王
119. 慈厳（第119、132世。左大臣洞院実泰子）
120. 尊澄法親王（第120、123世。後醍醐天皇皇子。還俗して宗良親王）
121. 尊円法親王（第121、126、131、133世。伏見天皇第6皇子。能書家で知られ青蓮院流（御家流）を創始）
122. 尊胤法親王（第122、124、130世。後伏見天皇第1皇子）
123. 尊澄法親王
124. 尊胤法親王
125. 性慧（第125世。聖恵とも。惟康親王子）
126. 尊円法親王
127. 祐助法親王（第127世。後二条天皇第3皇子）
128. 承胤法親王（第128、136、139世。後伏見天皇第6皇子）
129. 亮性法親王（第129世。後伏見天皇第8皇子）
130. 尊胤法親王
131. 尊円法親王
132. 慈厳
133. 尊円法親王
134. 尊道入道親王（第134、138、145世。後伏見天皇第10皇子）
135. 桓豪（第135、137世。権中納言一条内家子）
136. 承胤法親王
137. 桓豪
138. 尊道法親王
139. 承胤法親王
140. 慈済（第140世。関白一条経通子）
141. 道円法親王（第141世。後光厳天皇第8皇子）
142. 堯仁法親王（第142、149世。後光厳天皇第6皇子）
143. 明承法親王（第143世。後光厳天皇第10皇子）
144. 慈弁（第144世。関白近衛道嗣子）
145. 尊道法親王
146. 道豪（第146世。のちに道順。関白左大臣二条師良子）
147. 桓教（第147、150世。関白左大臣二条師良子）
148. 良順（第148世。関白二条師基子）
149. 堯仁法親王
150. 桓教
151. 実円（第151世。内大臣三条公忠子）
152. 相厳（第152世。太政大臣久我通相子）
153. 義円（第153世。のちに還俗して室町幕府第6代将軍足利義教。）
154. 持辨（第154世。権大納言足利満詮子）
155. 義承（第155、157世。梶井義承。室町幕府第3代将軍足利義満子。足利義教弟）
156. 良什（第156世。関白左大臣一条経嗣子）
157. 義承
158. 公承（第158世。太政大臣三条実冬子）
159. 教覚（第159世。権大納言徳大寺実盛子）
160. 尊応（第160世。摂政関白太政大臣二条持基子）
161. 堯胤法親王（第161世。伏見宮貞常親王王子）
162. 覚胤法親王（第162世。伏見宮貞常親王王子）
163. 尊鎮法親王（第163世。後柏原天皇第5皇子）
164. 堯尊法親王（第164世。伏見宮貞敦親王王子）
165. 応胤法親王（第165世。伏見宮貞敦親王第5王子）
166. 覚恕（第166世。後奈良天皇第3皇子）
167. 尊朝法親王（第167世。伏見宮邦輔親王第6王子。書流尊朝流を創立）
168. 常胤法親王（第168世。伏見宮邦輔親王第5王子）
169. 最胤法親王（第169世。伏見宮邦輔親王第8王子）
170. 良恕法親王（第170世。誠仁親王第3王子）
171. 堯然法親王（第171、174、178世。後陽成天皇第6皇子）
172. 慈胤法親王（第172、176、180世。後陽成天皇第2皇子）
173. 尊純法親王（第173世、177世。第165世応胤法親王王子）
174. 堯然法親王
175. 良尚法親王（第175世。八条宮智仁親王王子）
176. 慈胤法親王
177. 尊純法親王
178. 堯然法親王
179. 尊敬法親王（第179世。のちに守澄法親王に改名。後水尾天皇第3皇子。初代輪王寺門跡）
180. 慈胤法親王
181. 堯恕法親王（第181、184、187世。後水尾天皇第10皇子）
182. 尊証法親王（第182、185世。後水尾天皇第15皇子）
183. 盛胤法親王（第183、186世。後水尾天皇第18皇子）
184. 堯恕法親王
185. 尊証法親王
186. 盛胤法親王
187. 堯恕法親王
188. 公弁法親王（第188、190世。後西天皇第6皇子。赤穂事件で将軍徳川綱吉の諮問を受ける。第3代輪王寺門跡）
189. 堯延法親王（第189、191、193世。霊元天皇第5皇子）
190. 公弁法親王
191. 堯延法親王
192. 良応法親王（第192世。後西天皇第11皇子）
193. 堯延法親王
194. 道仁法親王（第194、197、200世。伏見宮貞致親王皇子）
195. 尊祐法親王（第195、198、201、204世。伏見宮邦永親王王子）
196. 公寛法親王（第196、199世。東山天皇第3皇子。第4代輪王寺門跡）
197. 道仁法親王
198. 尊祐法親王
199. 公寛法親王
200. 道仁法親王
201. 尊祐法親王
202. 堯恭法親王（第202、205、207、209世。霊元天皇第18皇子）
203. 公遵法親王（第203、206世。中御門天皇第2皇子。第5代第7代輪王寺門跡）
204. 尊祐法親王
205. 堯恭法親王
206. 公遵法親王
207. 堯恭法親王
208. 公啓法親王（第208世。閑院宮直仁親王第2王子。第6代輪王寺門跡）
209. 堯恭法親王
210. 尊真法親王（第210、212、215、217世。伏見宮貞建親王第5王子）
211. 常仁法親王（第211世。有栖川宮職仁親王第6王子）
212. 尊真法親王
213. 公延法親王（第213世。閑院宮典仁親王第4王子。第8代輪王寺門跡）
214. 真仁法親王（第214世。閑院宮典仁親王第5王子）
215. 尊真法親王
216. 公澄法親王（第216世。伏見宮邦頼親王王子。第9代輪王寺門跡）
217. 尊真法親王
218. 承真法親王（第218、220、222、224世。有栖川宮織仁親王第3王子）
219. 公猷法親王（第219、221、226世。のちに舜仁法親王に改名。有栖川宮織仁親王第4王子。第10代輪王寺門跡）
220. 承真法親王
221. 公猷法親王
222. 承真法親王
223. 尊寶法親王（第223世。伏見宮貞敬親王王子）
224. 承真法親王
225. 教仁法親王（第225、227世。閑院宮孝仁親王第3王子）
226. 舜仁法親王
227. 教仁法親王
228. 尊融入道親王（第228世。還俗して中川宮（久邇宮）朝彦親王）
229. 昌仁入道親王（第229、231世。還俗して梶井宮（梨本宮）守脩親王）
230. 慈性入道親王（第230世。有栖川宮韶仁親王王子。第12代輪王寺門跡）
231. 昌仁入道親王
232. 久住豪海（第232世）
233. 赤松光映（第233世）
234. 大椙覚宝（第234世）
235. 三浦実源（第235世）
236. 村田寂順（第236世）
237. 石室孝暢（第237世）
238. 中山玄航（第238世）
239. 坊城皎然（第239世）
240. 梅谷孝成（第240世）
241. 三津玄深（第241世）
242. 吉田源応（第242、245世）
243. 山岡観澄（第243世）
244. 不二門智光（第244世）
245. 吉田源応
246. 中村勝契（第246世）
247. 梅谷孝永（第247世）
248. 久田全珖（第248世）
249. 渋谷慈鎧（第249世）
250. 中山玄秀（第250世）
251. 即真周湛（第251世）
252. 菅原栄海（第252世）
253. 山田恵諦（第253世。20年にわたって座主を務めた）
254. 梅山円了（第254世）
255. 渡邊惠進（第255世）
256. 半田孝淳（第256世）
257. 森川宏映（第257世）[1]
258. 大樹孝啓（第258世）[1]
259. 藤光賢（第259世）